# Philippe Antoine Vogt d'Hunolstein
Philippe Antoine Vogt d'Hunolstein (1750-1831) est un général français d'Ancien Régime. Il fut député de la Moselle sous la Restauration.

## Biographie
Philippe Antoine Vogt d'Hunolstein naît le 4 mai 1750 à Metz, dans les Trois-Évêchés. Appartenant à une vieille famille de la noblesse lorraine, tirant son nom du chef-lieu de la baronnie d'Hunolstein, dans l'électorat de Trèves, Philippe Antoine se destine très tôt à la carrière des armes. Le 4 février 1770, Philippe Antoine Vogt d'Hunolstein épouse Élise Aglaé de Puget de Barbentane, dont il aura un fils, Philippe Charles quatre ans plus tard. En 1774, il sert au régiment de Chartres, un régiment de cavalerie. 
En 1780, Philippe Antoine Vogt d'Hunolstein est nommé « Mestre de camp », soit colonel, du régiment de Chartres-dragons. Un peu plus tard, il est fait chevalier de l'ordre de Saint-Louis. Le 1er janvier 1784, Philippe Antoine Vogt d'Hunolstein est promu « Brigadier de cavalerie », soit général de brigade. Quatre ans plus tard, le 9 mars 1788, Vogt d'Hunolstein est promu « Maréchal de camp », soit général de division. 
Lorsque la Révolution éclate, le « Maréchal de camp » Vogt d'Hunolstein quitte l'armée, mettant sa carrière militaire entre parenthèses. En 1797, il est envoyé de la Noblesse immédiate impériale et le canton de Haut-Rhin au congrès de Rastatt. Sa femme meurt en 1798 à Francfort. Après la chute de l'empereur Napoléon Ier, Philippe Antoine Vogt d'Hunolstein est élu député de la Moselle à la « Chambre introuvable », où il fait partie de la minorité ministérielle (1815-1816). Le 22 mai 1816, le comte d'Hunolstein est promu au grade de « lieutenant général » de la nouvelle armée royale. 
Philippe Antoine Vogt d'Hunolstein décèdera à Marville dans la Meuse, le 24 avril 1830.

## Sources
- « Philippe Antoine Vogt d'Hunolstein », dans Adolphe Robert et Gaston Cougny, Dictionnaire des parlementaires français, Edgar Bourloton, 1889-1891 [détail de l’édition]